# Sanpei Satō
Sanpei Satō (サトウ サンペイ, Satō Sanpei), de son vrai nom Yukikazu Satō (佐藤 幸一, Satō Yukikazu), né le 11 septembre 1929 à Nagoya et mort le 31 juillet 2021  à Tachikawa, d'une pneumopathie d'inhalation, est un mangaka japonais.

## Œuvres
Il est surtout connu pour le personnage de Fuji Santarō (フジ三太郎), salarié japonais lambda moyen. La publication de la série au format yonkoma manga dans le Asahi shinbun a débuté en 1965 et a duré 26 ans.
Il est également l'auteur de la série de manga Dotanba no manners à partir de 1982.

## Prix
- 1966 - 12e Bungeishunju Manga Award (" Fuji Santaro " " Asakaze-kun " )
- 1991 - Prix d'honneur culturel métropolitain de Tokyo
- 1997 - Médaille du ruban violet
- 2006 - Ordre du Soleil levant
- 2017 - 46e Prix de l'Association des caricaturistes japonais : Prix spécial pour "Fuji Santaro" et toutes ses autres œuvres